# Génocide en droit pénal français
En droit français, le génocide est un crime prévu et réprimé par les articles 211-1 et 213-1 à 213-5 du code pénal, au titre premier du livre II, intitulé « Des crimes contre l'humanité ».

## Définition
Ce crime est défini comme le fait, en exécution d'un plan concerté tendant à la destruction totale ou partielle d'un groupe national, ethnique, racial ou religieux, ou d'un groupe déterminé à partir de tout critère arbitraire, de commettre ou de faire commettre, à l'encontre de membres de ce groupe, l'un des actes suivants :
- atteinte volontaire à la vie ;
- atteinte grave à l'intégrité physique ou psychique ;
- soumission à des conditions d'existence de nature à entraîner la destruction totale ou partielle du groupe ;
- mesures visant à entraver les naissances ;
- transfert forcé d'enfants.

Il a déjà été jugé que l'avortement, dans les limites autorisées par la loi, était étranger à l'incrimination de génocide.

## Répression

### Peine principale
Les auteurs ou complices du crime de génocide sont punis de la réclusion criminelle à perpétuité, assortie d'une période de sûreté maximum de vingt-deux ans.

### Peines complémentaires
Les personnes physiques coupables du crime de génocide encourent également les peines suivantes :
1. Interdiction pour dix ans des droits civiques, civils et de famille :
  1. droit de vote ;
  2. éligibilité ;
  3. droit d'exercer une fonction juridictionnelle ou d'être expert devant une juridiction, de représenter ou d'assister une partie devant la justice ;
  4. droit de témoigner en justice autrement que pour y faire de simples déclarations ;
  5. droit d'être tuteur ou curateur.
2. Interdiction soit à titre définitif, soit pour cinq ans maximum, d'exercer une fonction publique ;
3. Interdiction de séjour pour dix ans ;
4. Confiscation de tout ou partie des biens ;
5. Interdiction du territoire français soit à titre définitif, soit pour une durée de dix ans maximum (pour les étrangers).

### Peines réprimant la négation des génocides
La loi française prévoit la répression de la négation du génocide des Juifs. La Loi sur la liberté de la presse du 29 juillet 1881 dispose ainsi que :
- art. 24: "Ceux qui auront provoqué à la discrimination, à la haine ou à la violence à l'égard d'une personne ou d'un groupe de personnes à raison de leur origine ou de leur appartenance ou de leur non-appartenance à une ethnie, une nation, une race ou une religion déterminée, seront punis d'un an d'emprisonnement et de 45000 euros d'amende ou de l'une de ces deux peines seulement";
- art. 24 bis "Seront punis des peines prévues par ... l'article 24 ceux qui auront contesté ... l'existence d'un ou plusieurs crimes contre l'humanité tels qu'ils sont définis par l'article 6 du statut du tribunal militaire international annexé à l'accord de Londres du 8 août 1945 et qui ont été commis soit par les membres d'une organisation déclarée criminelle en application de l'article 9 dudit statut, soit par une personne reconnue coupable de tels crimes par une juridiction française ou internationale".

L'Assemblée nationale a adopté en première lecture le 12 octobre 2006 une proposition de loi permettant de réprimer la négation du génocide arménien en se référant et en complétant le dispositif législatif préexistant. Le texte prévoit que ceux qui auront contesté l'existence du génocide arménien seront passibles des mêmes peines que celles prévues par l'article 24 bis de la loi du 29 juillet 1881 sur la liberté de la presse . Ces récentes propositions font suite à la loi française de 2001 qui a reconnu la réalité du génocide arménien, tout en n'abordant pas dans un premier temps la question de la sanction de sa négation, (la loi se contentant de reconnaitre la réalité du génocide arménien). Cette omission est utilisée par de nombreuses officines ou personnalités négationnistes qui agissent sans crainte de sanctions .
Certains commentateurs voient dans ces lois une atteinte à la liberté de parole, alors que d'autres estiment que ne peut rester impunie la négation de la réalité des génocides.

## Fait exonératoire et circonstances atténuantes
Le fait d'accomplir un acte prescrit ou autorisé par la loi ou les réglements ou un acte commandé par l'autorité légitime ne constitue pas un fait exonérant l'auteur ou le complice de génocide de leur responsabilité pénale. Cependant, il peut être tenu compte de cette circonstance pour déterminer la peine.

## Prescription
L'action publique relative au génocide ainsi que les peines prononcées sont imprescriptibles.

## Dispositions non codifiées relatives aux violations graves du droit international humanitaire
- Loi n° 95-1 du 2 janvier 1995 portant adaptation de la législation française aux dispositions de la résolution 827 du Conseil de sécurité des Nations unies instituant un tribunal international en vue de juger les personnes présumées responsables de violations graves du droit international humanitaire commises sur le territoire de l'ex-Yougoslavie depuis 1991[6]
- Loi n° 96-432 du 22 mai 1996 portant adaptation de la législation française aux dispositions de la résolution 955 du Conseil de sécurité des Nations unies instituant un tribunal international en vue de juger les personnes présumées responsables d'actes de génocide ou d'autres violations graves du droit international humanitaire commis en 1994 sur le territoire du Rwanda et, s'agissant des citoyens rwandais, sur le territoire d'États voisins[6]
- Loi n° 2001-70 du 29 janvier 2001 relative à la reconnaissance du génocide arménien de 1915[6]
- Loi n° 2002-268 du 26 février 2002 relative à la coopération avec la Cour pénale internationale[6]